# فرودگاه شهری آرلینگتون (اورگن)
فرودگاه شهری آرلینگتون (اورگن) (به انگلیسی: Arlington Municipal Airport (Oregon)) یک فرودگاه همگانی بهره‌برداری هوایی است که یک باند فرود خاک دارد و طول باند آن ۱۵۲۴ متر است. این فرودگاه در شهر آرلینگتون، اورگن کشور ایالات متحده آمریکا قرار دارد و در ارتفاع ۲۷۱ متری از سطح دریا واقع شده‌است.